# 沃克斯維爾 (馬里蘭州)
沃克斯維爾（英語：Walkersville）是一個位於美國馬里蘭州弗雷德里克縣的市鎮。

## 人口
根據2020年美國人口普查的數據，沃克斯維爾的面積為12.34平方千米，當中陸地面積為12.33平方千米，而水域面積為0.01平方千米。當地共有人口6156人，而人口密度為每平方千米499人。